# ナジャ・ニンコビッチ
ナジャ・ニンコヴィッチ（Nađa Ninković, 1991年11月1日 - ）は、セルビアのベオグラード出身の女子バレーボール選手。セルビア代表。

## 来歴
パワフルな体格から連想させるイメージと違ってクイックの多いセルビア代表センター陣の中に居てブロードを身軽にこなす選手。
2009年ヨーロッパリーグでは若手チームで挑み初代優勝に輝き、自身もベストブロッカーを受賞する活躍をした。
2011年のワールドグランプリで同国を銅メダルを経験。
2011年欧州選手権では初開催で初金メダルを経験した。

## 球歴
- ワールドグランプリ - 2011年（3位）
- ヨーロッパ選手権 - 2011年（優勝）
- ヨーロッパリーグ - 2009年（優勝）、2010年（優勝）、2011年（優勝）

## 所属クラブ
- ツルヴェナ・ズヴェズダ・ベオグラード（2006-2011年）
- ヴォレロ・チューリヒ（2011-2015年）
- イル・ビゾンテ・フィレンツェ（2015-2016年）
- CSMヴォレイ・アルバ・ブラジ（2016-2017年）
- ネスレ・オザスコ（2017-2018年）
- CSMヴォレイ・アルバ・ブラジ（2018-2020年）
- ŁKSコマースコン・ウッチ（2020-2021年）
- CSMヴォレイ・アルバ・ブラジ（2021-2023年）